# آلتای (بایان‌اولگی)
شهرستان آلتای (به زبان مغولی: Алтай сум، [Altaj sum]؛ ᠠᠯᠲᠠᠢ ᠰᠤᠮᠤ، [altai sumu])(به زبان قزاقی: Алтай сұмыны، التاي سۇمىنى‎) یک شهرستان (سُوم) در مغولستان است که در استان بایان‌اولگی واقع شده‌است.

## خصوصیات
آلتای ۳٬۱۶۳٫۵۶ کیلومترمربع مساحت و ۴٬۲۷۷ نفر جمعیت دارد.

## تقسیمات اداری
شهرستان آلتای متشکل از ۵ قصبه (باغ) می‌باشد، شامل:
- اولان‌خاد (اولان‌قاد)
  - (مغولی: Улаан хад баг، [Ulaan xad bag]؛ ᠤᠯᠠᠭᠠᠨ ᠬᠠᠳᠠ ᠪᠠᠭ، [ulaɣan qada baɣ])
  - (قزاقی: Ұланқад бағы، ۇلانقاد باعى‎)
- باردام
  - (مغولی: Бардам баг، [Bardam bag]؛ ᠪᠠᠷᠳᠠᠮ ᠪᠠᠭ، [bardam baɣ])
  - (قزاقی: Бардам бағы، باردام باعى‎)
- بوربورغاس
  - (مغولی: Борбургас баг، [Borburgas bag]؛ ᠪᠣᠷᠤᠪᠤᠷᠭᠠᠰᠤ ᠪᠠᠭ، [boruburɣasu baɣ])
  - (قزاقی: Борбұрғас бағы، بوربۇرعاس باعى‎)
- خار نور (قره نور)
  - (مغولی: Хар нуур баг، [Xar nuur bag]؛ ᠬᠠᠷ᠎ᠠ ᠨᠠᠭᠤᠷ ᠪᠠᠭ، [qar-a naɣur baɣ])
  - (قزاقی: Қара нұр бағы، قارا نۇر باعى‎)
- چیخِرتی (شیکِرتِی)
  - (مغولی: Чихэртэй баг، [Čixertej bag]؛ ᠴᠢᠬᠢᠷᠲᠡᠢ ᠪᠠᠭ، [čikirtej baɣ])
  - (قزاقی: Шікертей бағы، شىكەرتەي باعى‎)